# Comité invisible
Le Comité invisible est un auteur ou un groupe d'auteurs anonymes actif en France. Il est notamment connu pour son premier ouvrage, L'Insurrection qui vient et à l'origine de l'idéologie de l'appellisme.
Le Comité invisible est classé à l'ultragauche par le ministère de l'Intérieur du deuxième gouvernement François Fillon. Récusant l'étiquette d'« auteur », ce comité se revendique comme une « instance d’énonciation stratégique pour le mouvement révolutionnaire ».
Régulièrement associé à l'affaire de Tarnac, le Comité invisible est considéré comme influent dans la gauche radicale en France.

## Ouvrages publiés
Le Comité invisible a écrit et fait publier aux éditions La Fabrique :
- L'Insurrection qui vient (2007), succès international de librairie, vendu à plus de 45 000 exemplaires en octobre 2014[1] ;
- À nos amis (2014) ;
- Maintenant (2017) ;
- « Beau comme une insurrection impure », préface à l’édition italienne des trois premiers livres du Comité invisible réunis en un volume, publiée en février 2019[4].

### L'Insurrection qui vient
L'Insurrection qui vient s'articule autour de cinq parties précédées d'une introduction non titrée et suivies d'une très courte fiction en guise de conclusion. L'essai tout entier vise à expliquer comment et pourquoi une insurrection s'avère nécessaire et peut-être même inéluctable selon les auteurs. Chacune des cinq parties constitue donc une étape du raisonnement suivi par les auteurs.
Le texte de la quatrième de couverture de l'édition originale (La Fabrique, 2007) est extrait d'un texte anonyme et non daté, intitulé Appel (« Proposition I »). Ce texte a été initialement imprimé et diffusé de la main à la main dans diverses manifestations au cours des années 2004 et 2005.
La première partie de l'essai est constituée de sept sections, nommées « cercles », probablement en référence aux neuf cercles de l'Enfer décrits par Dante Alighieri dans sa célèbre Divine Comédie. Chacun de ces cercles vise à explorer un thème, un aspect du désastre en cours. L'idée est de poser un constat clinique de la situation globale et de raisonner à partir de là.
L'introduction présente les thèmes successivement explorés dans l'ouvrage, et qui servent de socle à une critique radicale et globale de la société occidentale, française en particulier. Pour les auteurs du texte, qui revendiquent clairement leur anonymat, les émeutes de 2005 dans les banlieues françaises (qu'ils nomment « l'incendie de novembre 2005 ») sont significatives d'un changement radical dans la manière qu'a la jeunesse française d'appréhender la lutte sociale. Le but de l'essai est d'expliquer comment exploiter cette rupture dans un cadre insurrectionnel en prenant appui sur un supposé ras-le-bol de la population, et ce malgré la pression policière exercée dans le but de conserver à tout prix le statu quo.

### À nos amis
Sept ans après L'Insurrection qui vient, le « Comité invisible » publie, en octobre 2014, À nos amis, un nouveau pamphlet politique et poétique sur les révolutions d'aujourd'hui,. Le livre analyse particulièrement les mouvements qui se sont déroulés dans les années qui ont suivi la crise financière mondiale de 2007-2008 avec par exemple le mouvement Occupy Wall Street. Le Comité invisible critique le « fétichisme » de la démocratie par ces mouvements qui ne font que reproduire des systèmes de gouvernement. À nos amis dénonce l'action de la gauche radicale qui ne peut être la solution pour le succès des mouvements d'oppositions. Le livre traite aussi bien des contestations du Printemps arabe que des luttes dans les pays occidentaux comme dans la ZAD de Notre-Dame-des-Landes, du mouvement NO TAV ou encore de l'oléoduc Keystone.

### Maintenant
Le 21 avril 2017, date symbolique en raison du 15e anniversaire du premier tour de l'élection présidentielle de 2002, parait Maintenant aux éditions La Fabrique.
Selon Mathieu Dejean, cet ouvrage critique « aussi bien l'extrême gauche traditionnelle que la plupart de ses penseurs actuels — de Jean-Claude Michéa à Chantal Mouffe, en passant par Frédéric Lordon et Toni Negri ». L'expérience de Nuit debout, « misère de l'assembléisme », en prend aussi pour son grade : « Nuit debout s'apparenta finalement à un parlement imaginaire, une sorte d'organe législatif privé d'exécutif, et donc une manifestation publique d'impuissance bien faite pour médias et gouvernants. »
Selon Quentin Girard, « la presse [...] se dispute la publication des bonnes feuilles » et « le but, cette fois-ci, [est] d'affirmer plus précisément la mise en place d'un communisme utopique et originel peu technophile, fondé sur la non-volonté de pouvoir, le renoncement à l'argent et l'éloge de l'amitié et de l'amour. »

## Critiques
En 2016, un pamphlet anarchiste anonyme de réponse intitulé À nos clients est publié par les éditions Qu'est ce que tu fabriques ?. Les Éditions Delga, quant à elles, publient un pastiche critique, intitulé Je sens que ça vient, par le Comité translucide.